# BlackBerry Tablet OS
BlackBerry Tablet OS (также — BlackBerry PlayBook OS) — операционная система от BlackBerry для планшета BlackBerry PlayBook. Создана на основе операционной системы реального времени QNX Neutrino, реализована поддержка запуска приложений на Adobe AIR, BlackBerry WebWorks, стандартных Java-приложений; также анонсирована и поддержка приложений для Android.
Среда разработки — BlackBerry Tablet OS Native Development Kit, — предоставляет средства для разработки на языках Си и C++, поддерживает графику OpenGL.
Операционная система BlackBerry 10, также созданная на базе QNX и выпущенная несколько позднее для применения в телефонах BlackBerry — фактически аналогична Blackberry Tablet OS.

## Основные Характеристики
BlackBerry Tablet OS была основана на ядре QNX Neutrino, операционной системе реального времени. Она предлагала интерфейс с поддержкой жестов, многозадачность, интеграцию с BlackBerry Bridge для связи с BlackBerry-смартфонами и доступ к множеству приложений.

## Интерфейс
BlackBerry Tablet OS предлагала уникальный интерфейс с домашним экраном, на котором отображались активные приложения в виде карточек. Пользователи могли переключаться между приложениями и использовать жесты для навигации и управления.

## Приложения
В начале своего существования BlackBerry Tablet OS имела ограниченное количество приложений в своем магазине BlackBerry App World. Однако с течением времени количество приложений стало расти, и разработчики начали создавать специальные приложения для планшетной платформы.

## Синхронизация с BlackBerry-смартфонами
BlackBerry Tablet OS предлагала функцию BlackBerry Bridge, которая позволяла связывать планшет BlackBerry PlayBook с BlackBerry-смартфонами через Bluetooth. Это позволяло пользователям получать доступ к электронной почте, контактам, календарю и другим данным, хранящимся на их смартфонах.

## Обновления и эволюция
В течение жизненного цикла BlackBerry Tablet OS были выпущены несколько обновлений, которые вносили улучшения в систему и добавляли новые функции. Однако позже BlackBerry Tablet OS была заменена на операционную систему BlackBerry 10, которая предлагала единый опыт использования для смартфонов и планшетов BlackBerry.

## Завершение поддержки
В 2016 году компания BlackBerry объявила о прекращении разработки и поддержки BlackBerry Tablet OS и BlackBerry PlayBook. Это означало, что последняя версия операционной системы оставалась без дальнейших обновлений и развития.
BlackBerry Tablet OS представляла собой попытку компании Research In Motion (ныне BlackBerry Limited) войти на рынок планшетных устройств. уникальный интерфейс, функции и интеграцию с BlackBerry-смартфонами, но не сумела достичь успеха на рынке планшетов и была заменена более современной операционной системой BlackBerry 10.